# Барашёвский переулок
Барашёвский переулок (в XIX веке участок от Подсосенского переулка до Лялиной площади именовался также Введенским переулком) — переулок в Басманном районе Центральном административном округе города Москвы. Проходит от улицы Покровка до Лялиной площади. Нумерация домов ведётся от Покровки. Один из «кривоколенных» переулков, делает поворот под прямым углом между Покровкой и Подсосенским переулком.

## Происхождение названия
- Барашёвский — от барашей, великокняжеских шатёрничих, живших в здешней слободе[1].
- Введенский — по храму Введения в Барашах.

## Примечательные здания и сооружения
По нечётной стороне:
- № 1/26 (угол Покровки) — Храм Воскресения Словущего в Барашах (1734). Уникальная в своём роде двухъярусная церковь, построенная при Анне Иоанновне была украшена не куполом, а вызолоченной императорской короной. В год двухсотлетия храма корону и колокольню сломали.

По чётной стороне:
- № 4—6 — Здание ГУ МЧС по Московской области (1992, архитекторы А. Скокан, Р. Баишев, В. Каняшин)[2]
- № 8/2 (угол Подсосенского переулка) — Храм Введения в Барашах (1650, колокольня 1698—1701). Был знаменит иконостасами работы Кирилла Уланова и Матвея Казакова-младшего (не сохранились).
- № 12 — усадьба XIX века
- № 14/10 (угол Лялина переулка) — ампирная усадьба купца C. Г. Попова (1833—1838).

## Транспорт
- Ближайшие автобусные остановки находятся на улице Покровка, по которой проходят автобусы м3, м3к, н3, н15.